# Seijin
En occident, le mot seijin est quasiment exclusivement utilisé pour désigner un type de manga. Le seijin manga est un manga qui s'adresse aux adultes, et plus particulièrement aux jeunes hommes. Cela ne veut pas forcément dire que son contenu est érotique, mais souvent simplement que les sujets abordés sont plus graves et complexes (politique, histoire, enquêtes policières, ...) et traités de façon plus sérieuse.
Il peut toutefois contenir un contenu érotique, qui est alors souvent orienté vers le lolicon, ou « Lolita Complex » : des hommes mûrs engagés dans des histoires avec des jeunes filles.
Selon certains critiques, cette représentation récurrente d'hommes adultes engagés dans des relations sexuelles avec des jeunes filles tiendrait au type de censure qui règne au Japon, où l'on interdit de représenter les organes sexuels des adultes seulement : avec une jeune fille, l'interdiction ne tient plus.